# Carinaulus wrzecionkoi
Carinaulus wrzecionkoi är en skalbaggsart som beskrevs av Cervenka 2000. Carinaulus wrzecionkoi ingår i släktet Carinaulus och familjen Aphodiidae. Inga underarter finns listade.